# قرص مضغوط مدعم

العلامة التجارية الرسمية أو اللوجو الرسمي للقرص المضغوط المدعم

القرص المضغوط المدعم هو علامة تجارية مسجلة لجمعية أمريكا لصناعة التسجيل. يطلق القرص المدمج على عدة أدوات تكنولوجية تجمع بين الصوت وبيانات الحاسب الآلي للاستخدام في القرص المكتنز ومشغلات أقراص ذاكرة القراءة.
من أمثلة الأشكال التي تقع ضمن تصنيف الأقراص المضغوطة المدعمة: القرص المضغوط المدمج (قرص ذاكرة القراءة الكتاب الأصفر/ معيار أسطوانات صوت الكتاب الأحمر المضغوطة) والفيليبس سي دي آي والفيليبس سي دي آي المجهز والسي دي إكسترا/ السي دي بلاس أو الكتاب الأزرق (يعرف بأسطوانة الموسيقى المضغوطة المدعمة أو إسطوانة E المضغوطة. اشتهرت هذه التكنولوجيا في أواخر التسعينات مع تزايد استخدام الحاسب الآلي. أقراص الموسيقى كانت عادة تشمل الفيديوهات الموسيقية والصور الإلكترونية المكتبية ومحتويات أخرى متنوعة. لكن، أصبحت المنتجات الهادفة لتصنيع الأنواع المدعمة تشمل الدي في دي كبديل مؤخرًا. مع وجود مساوئ عدم قدرة الدي في دي على التشغيل عن طريق مشغلات صوت الإسطوانات المضغوطة، وميزة أنه سيعمل على أي مشغل دي في دي عادي.

## مشكلات

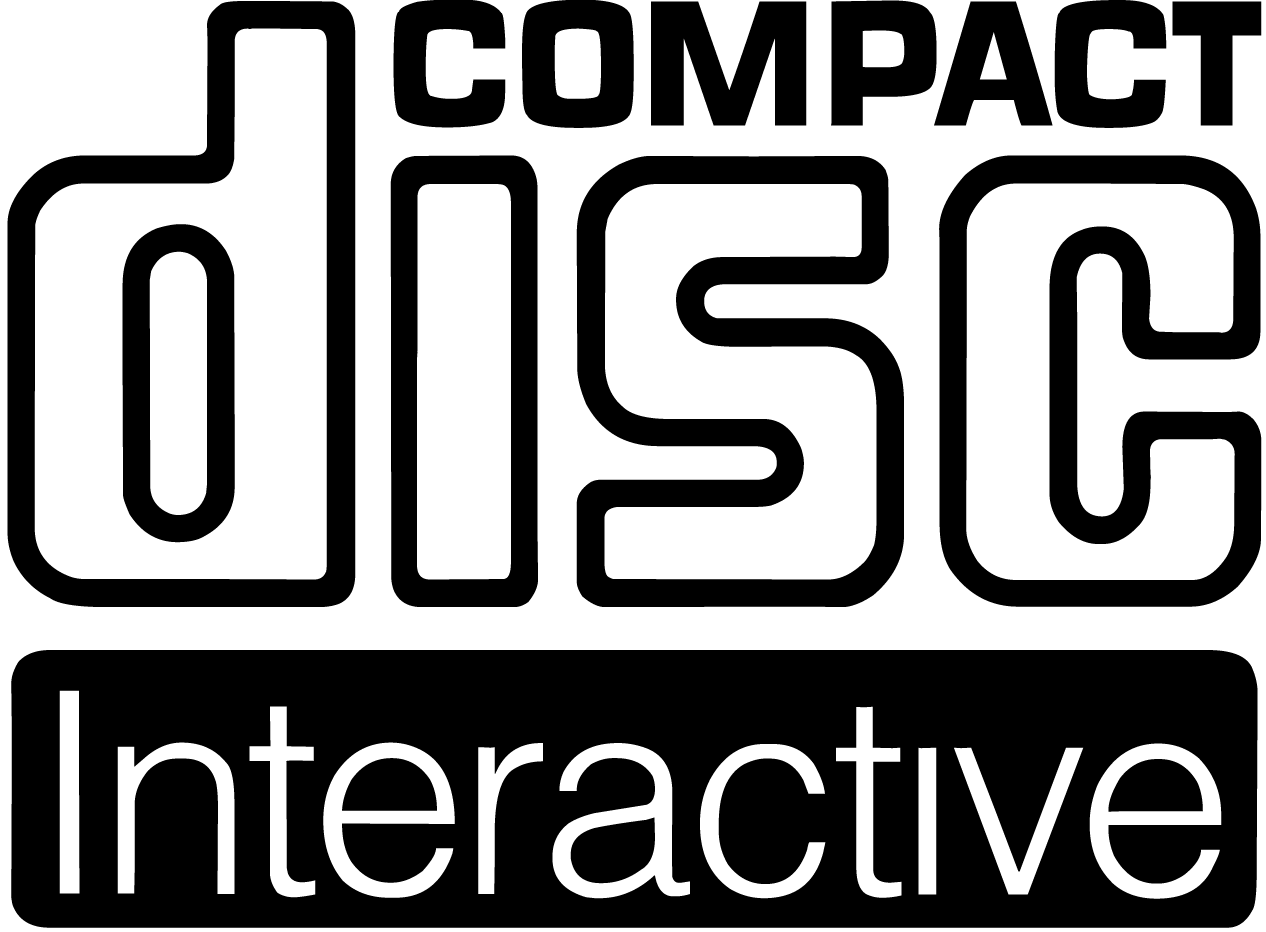
العلامة التجارية أو اللوجو الرسمي للقرص المضغوط المتفاعل

في بعض الأحيان، تواجه برامج نسخ المحتوى الرقمي الاسطوانات (وخصيصًا برامج Cdparanoia وCDburnerXP ) مشكلات في نسخ المحتوى الرقمي للاسطوانات وخاصة تلك التي تملك البيانات في قسم منفصل بعد قسم الصوت. هذه الإسطوانات تملك بيانات أقسام 11,400 (دقيقتين و32 ثانية) بعد الصوت. لكن، بعض هذه البرامج يمكن أن تستطيع نسخ الجزء الأخير الفارغ بآخر تسجيل متاح وبذلك تكون النتيجة النهائية هي أن البرنامج يوقف التشغيل في آخر تسجيل أو ببساطة يبلغ عن وجود خطأ بالتشغيل.